# Crossodactylodes pintoi
Crossodactylodes pintoi là một loài ếch thuộc họ Leptodactylidae.
Đây là loài đặc hữu của Brasil.
Môi trường sống tự nhiên của chúng là rừng ẩm vùng đất thấp nhiệt đới hoặc cận nhiệt đới, vùng núi ẩm nhiệt đới hoặc cận nhiệt đới, và vùng nhiều đá.
Chúng hiện đang bị đe dọa vì mất môi trường sống.